# Мекленбург-Шверин
Мекленбург-Шверин (на немски: Herzogtum Mecklenburg-Schwerin) е от 1701 до 1815 г. частично херцогство в Свещената Римска империя и Рейнския съюз, собственост на херцозите от Мекленбург, от 1815 до 1918 г. на великите херцози на Великото херцогство Мекленбург-Шверин (Großherzogtum Mecklenburg-Schwerin).
Мекленбург-Шверин е до края на монархията част от цялата страна Мекленбург. През 1918 г. херцогството става република – „Свободна държава Мекленбург-Шверин“ (Freistaat Mecklenburg-Schwerin). През 1934 г. по настояване на националсоциалистите двете Свободни държави Мекленбург-Шверин и Мекленбург-Щрелиц са обединени в Страна Мекленбург (Land Mecklenburg), която днес е главната част на федералната провинция Мекленбург-Предна Померания (Bundeslandes Mecklenburg-Vorpommern).
Столица е град Шверин и се управлява от фамилията дом Мекленбург (наричана и род Оботрити). Мекленбург-Шверин има площ от 13 127 км² и 639 958 (1910 г.) жители.
Първият херцог на Мекленбург-Шверин от 1701 до 1713 г. е Фридрих Вилхелм (I). Последният велик херцог от 1897 до 1918 г. е Фридрих Франц IV.

## Галерия
- Герб на Великото херцогство Мекленбург-Шверин
- Карта на Мекленбург-Шверин
- Орден на Грифона, Голям Кръст, херцогство Мекленбург-Шверин, връчен на българския дипломат Димитър Станчов. НИМ, София, България.